# 水酸化ニッケル(I)
水酸化ニッケル(I) は、化学式NiOHで表されるニッケルの水酸化物である。暗い青色の沈殿で水にほとんど溶解しない。

## 合成
{\displaystyle {\ce {HN(SO3H)(SO3)Ni}}} を、塩基性にすると、沈殿する。

## 物理的性質
水酸化ニッケル(I) の沈殿は、湿気により容易に分解する。

## 化学的性質
- アルカリ金属の硫化物と反応し硫化ニッケル(I)を沈殿させる。

{\displaystyle {\ce {2NiOH\ + K2S -> Ni2S\ + 2KOH}}}
- またシアン化アルカリとも反応し、トリシアニドニッケル(I)酸イオンを生成する。

{\displaystyle {\ce {NiOH\ + 3KCN -> K2Ni(CN)3\ + KOH}}}